# Raimondo Montecuccoli
Raimondo rigsgreve af Montecúccoli eller Montecucculi, hertug af Melfi (født 21. februar 1609 på Castello di Montecuccolo i Pavullo nel Frignano nær Modena, død 16. oktober 1680 i Linz) var en italiensk adelsmand og hærfører. 
Montecúccoli var kejserlig general i det habsburgske monarki. Han var også militærteoretiker. 
Rigsgreven Montecúccoli var far til Leopold Philipp Montecuccoli.

## Under Trediveårskrigen
Som ganske ung begyndte han sin militære løbebane som musketer og i en alder af seksten blev han privat soldat hos sin onkel, grev Ernesto Montecuccoli, der var en velanset østrigsk general. I 1629 blev han kaptajn i infanteriet og havde da allerede været i kamp i det tyske rige og i Nederlandene. Han fik i Trediveårskrigen rig lejlighed til at udmærke sig og avancerede så hurtigt, at han allerede 1635 var oberst. Under stormen på Neubrandenburg blev han alvorligt såret, hvilket gentog sig samme år (1631) i det første slag ved Breitenfeld, hvor han blev taget til fange af svenskerne. Atter i 1632 blev Montecuccoli såret i slaget ved Lützen, og mens han kom sig avancerede han til major i sin onkels regiment. Kort efter blev han oberstløjtnant i kavaleriet. Montecuccoli udmærkede sig i slaget ved Nordlingen 1634, og efter stormen på Kaiserslautern i 1635 blev han oberst.
Montecuccoli deltog i kampene i Pommern, Böhmen og Sachsen, bl.a. overraskelsen af Wolmirstadt, slaget ved Wittstock og slaget ved Chemnitz. Under felttoget i Böhmen sloges han i 1639 ved Brandeis af de svenske, blev under tilbagegangen ved Mělník krigsfange og blev holdt i fangenskab 2½ år i Stettin og Weimar. I fængslet helligede han sig militære studier.
Kort efter at være løsladt slog han et fjendtligt troppekorps i Böhmen og undsatte Brieg, hvorfor han belønnedes med generalvagtmestertitlen. Efter en kort tid at have ført hertugen af Modenas tropper i Castro-krigene trådte han atter i kejserlig tjeneste og udnævntes 1644 til feltmarskalløjtnant. Han kæmpede i Böhmen og Schlesien og havde 1647 hovedæren af sejren over Wrangel ved Triebel, hvorfor han udnævntes til General der Kavallerie. 1648 deltog han i det uheldige slag ved Zusmarhausen, hvor han dækkede tilbagetoget.

## Senere krige
Montecuccoli var nu hofkrigsråd i Wien indtil 1657 og anvendtes i denne periode til diplomatiske sendelser til Sverige og England. 1657 kæmpede han i Polen for kong Kasimir. 1658 udnævntes han til feltmarskal og sendtes til Danmark for at bekæmpe svenskerne, der fordreves fra Jylland og Fyn, hvornæst Montecuccoli erobrede Pommern. 1660 fik Montecuccoli overkommandoen mod de i Siebenbürgen indrykkede tyrkere, som han forjog, men forskellige forviklinger bevirkede, at han 1663 nedlagde kommandoen. 1664, da forholdene forværredes, kom Montecuccoli igen i spidsen for hæren og vandt den glimrende sejr ved Sankt Gotthard. 1672 og 1675 førte han hæren mod franskmændene og viste sig som en jævnbyrdig modstander for Turenne og Condé. Montecuccoli afsluttede sin lange militære løbebane med belejringen af Philippsburg, men hans helbred var så nedbrudt, at han måtte nedlægge kommandoen. Han henlevede resten af sit liv ved kejserhoffet, sysselsat med militære arbejder.
Montecuccoli var en stor feltherre, og hans skrifter havde stor betydning ikke alene for hans samtid, men også for efterverdenen. Hans hovedværk er Memorie della guerra ed istruzioni d'un generale (Venedig 1703; tysk udgave Leipzig 1836). 
Han havde i 1657 ægtet Montecuccoli Margaretha von Dietrichstein-Nikolsburg (1637-1676), datter af Max von Dietrichstein, overhofmester hos kejser Ferdinand III. Parret havde en søn, som blev ophøjet til rigsfyrste (hvilket allerede var blevet lovet Raimondo Montecuccoli), men slægten uddøde med ham i 1698.
Han var ridder af Den gyldne Vlies og præsident for Leopoldina, i hvis stiftelse Montecuccoli var meget aktiv.